# Taivala invisitata
Taivala invisitata là một loài nhện trong họ Salticidae.
Loài này thuộc chi Taivala. Taivala invisitata được Elizabeth Maria Gifford Peckham & George William Peckham miêu tả năm 1907.